# Вильповицы
Ви́льповицы (фин. Vilppusi) — деревня в Оржицком сельском поселении Ломоносовского района Ленинградской области.

## История
Согласно 6-й ревизии 1811 года мыза Заборовская принадлежала гвардии капитану А. П. Скворцову.
Деревня Вильпузи или Вильповицы из 25 дворов упоминается на «Топографической карте окрестностей Санкт-Петербурга» Ф. Ф. Шуберта 1831 года.
Согласно 8-й ревизии 1833 года мыза называлась Лапино и также принадлежала капитану А. П. Скворцову.

ВИЛЬПОВИЦЫ — деревня принадлежит наследникам покойного гвардии капитана Скворцова, число жителей по ревизии: 59 м. п., 72 ж. п. (1838 год)

На этнографической карте Санкт-Петербургской губернии П. И. Кёппена 1849 года она обозначена как деревня «Wilpusi», расположенная в ареале расселения ижоры. В пояснительном тексте к этнографической карте она записана как деревня Wilppusi (Вильповицы, Вильпузи) и указано количество её жителей на 1848 год: савакотов — 9 м. п., 16 ж. п., ижоры — 37 м. п., 38 ж. п., всего 100 человек. Ижоры относились к православному Дятлицкому Покровскому приходу, савакоты — к лютеранскому приходу Серепетта.
Согласно 9-й ревизии 1850 года деревня Вильповицы принадлежала помещику Скворцову.

ВИЛЬПОВИЦЫ — деревня господина Скворцова, по просёлочной дороге, число дворов — 16, число душ — 41 м. п. (1856 год)

Согласно 10-й ревизии 1856 года деревня Вильповицы принадлежала помещику Скворцову.
В 1860 году деревня Вилпузи Вилповицы насчитывала 20 дворов.

ВИЛЬПУЗИ (ВИЛЬПОВИЦЫ) — деревня владельческая при реке Каменке, по правую сторону Копорской дороги, в 26 верстах от Петергофа, число дворов — 28, число жителей: 50 м. п., 49 ж. п. (1862 год)

В 1872—1879 годах временнообязанные крестьяне деревни выкупили свои земельные наделы у В. А. Фуровой и стали собственниками земли.

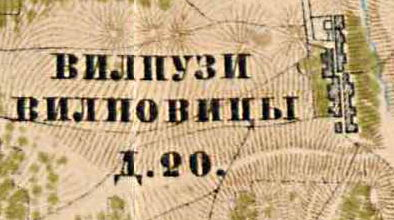
Деревня Вильповицы на карте 1885 года

В 1885 году деревня Вилпузи Вилповицы также насчитывала 20 дворов.
В конце XIX века деревня административно относилась к Гостилицкой волости 1-го стана Петергофского уезда Санкт-Петербургской губернии, в начале XX века — 3-го стана. По приходским данным население деревни было смешанным — финско-русским.
К 1913 году количество дворов не изменилось.
С 1917 по 1923 год деревня входила в состав Леволовского сельсовета Гостилицкой волости Петергофского уезда.
С 1923 года в составе Троцкого уезда.
С 1924 года в составе Забородского сельсовета.
Согласно данным переписи населения СССР 1926 года в деревне Вильповицы проживали 124 человека — большинство русские, а также финны и поляки.
С 1927 года в составе Ораниенбаумского района.
В 1928 году население деревни Вильповицы также составляло 124 человека.
По данным 1933 года деревня Вильповицы входила в состав Заборовского (Забородского) сельсовета Ораниенбаумского района.

План деревни Вильповицы. 1939 год

Согласно топографической карте 1939 года деревня называлась Вилповицы и насчитывала 23 крестьянских двора.
Деревня была освобождена от немецко-фашистских оккупантов 19 января 1944 года.
С 1954 года в составе Гостилицкого сельсовета.
С 1963 года в составе Гатчинского района.
С 1965 года вновь в составе Ломоносовского района. В 1965 году население деревни Вильповицы составляло 58 человек.
По данным 1966 и 1973 годов деревня Вильповицы также находилась в составе Гостилицкого сельсовета, в деревне располагалась центральная усадьба совхоза «Спиринский».
По данным 1990 года деревня Вильповицы входила в состав Оржицкого сельсовета Ломоносовского района.
В 1997 году в деревне проживали 136 человек, в 2002 году — 118 человек (русские — 92 %), в 2007 году — 130.

## География
Деревня расположена в центральной части района на автодороге 41К-246 (Петровское — Гостилицы).
Расстояние до административного центра поселения — 2 км.
Расстояние до ближайшей железнодорожной станции Ораниенбаум I — 28 км.
Деревня находится на Балтийско-Ладожском уступе (глинте), между Оржицами и Гостилицами.

## Демография
| 1862 | 2002 | 2007 | 2010 | 2017 |
| ---- | ---- | ---- | ---- | ---- |
| 99   | ↗118 | ↗130 | ↗151 | ↘132 |

## Достопримечательности
- Развалины усадьбы Лапала, построенной в XIX веке в стиле историзм (подражание готике),
- Остатки парка с хорошо сохранившимися посадками широколиственных деревьев,
- Памятник Ленину,
- Бюст Героя Советского Союза старшего лейтенанта Александра Ивановича Спирина.
- Окаменелые трилобиты в известняковом карьере[32]

## Улицы
Дружная, Мирная, Солнечная.